# فابریسیو دی سوزا
فابریسیو دی سوزا (به پرتغالی: Fabrício de Souza) هافبک اهل برزیل است که در شهر Imbituba و در تاریخ ۵ ژوئیهٔ ۱۹۸۲ به دنیا آمده‌است.
فابریسیو دی سوزا در تیم‌های فوتبال کورینتیانس سابقهٔ حضور دارد.